# Eric Whiteside
Stanley Eric Kenneth Whiteside  (ur. 25 października 1904 w Firozpurze w Indiach, zm. 12 maja 1997) – indyjski lekkoatleta, uczestnik igrzysk olimpijskich w 1936.
Na igrzyskach wystartował w biegach na 100 i 200 metrów. Na obu dystansach odpadł w eliminacjach.
Przed karierą lekkoatletyczną z powodzeniem uprawiał boks, był trzykrotnym mistrzem Indii w wadze lekkiej.
W 1948 wyemigrował z rodziną do Australii. Jego syn – Ray reprezentował ten kraj (w hokeju na trawie) podczas igrzysk olimpijskich w 1956.